# Майк Бантом
Майк Бантом (англ. Mike Bantom; нар. 3 грудня 1951, Філадельфія, Пенсільванія, США) — американський баскетболіст.
Срібний призер Олімпійських Ігор 1972 року.